# Bromure d'hafnium(IV)
Le bromure d'hafnium(IV) ou tétrabromure d'hafnium est le composé inorganique de formule HfBr4. C'est le bromure d'hafnium le plus courant. C'est un solide diamagnétique incolore, sensible à l'humidité que se sublime dans le vide. Il adopte une structure très similaire à celle du tétrabromure de zirconium, avec des centres Hf tétraédriques, contrastant avec la nature polymérique du tétrachlorure d'hafnium.